# Tinea muricata
Tinea muricata är en fjärilsart som beskrevs av Edward Meyrick 1893. Tinea muricata ingår i släktet Tinea och familjen äkta malar. Inga underarter finns listade i Catalogue of Life.